# Mene (biologia)
Mene Lacépède, 1803) è un genere di pesci d'acqua salata appartenente alla famiglia Menidae.

## Distribuzione e habitat
L'unica specie ancora esistente, Mene maculata, è diffusa nelle acque costiere profonde dell'Indo-Pacifico.

## Tassonomia
Attualmente soltanto una specie è ancora esistente, le altre sono conosciute soltanto attraverso ritrovamenti fossili:
- Mene maculata

- †?Mene kapurdiensis
- †Mene novaehispaniae
- †Mene oblonga
- †Mene phosphatica
- †Mene purdyi
- †Mene rhombea
- †Mene triangulum

## Galleria d'immagini
|  |  |  |